# Municipalità locale di Lekwa
Lekwa è una municipalità locale (in inglese Local Municipality of Lekwa) appartenente alla municipalità distrettuale di Gert Sibande della provincia di Mpumalanga in Sudafrica. 
In base al censimento del 2001 la sua popolazione è di 103 265 abitanti.
Il suo territorio si estende su una superficie di 4.585 km² ed è suddiviso in 14 circoscrizioni elettorali (wards). Il suo codice di distretto è MP305.

## Geografia fisica

### Confini
La municipalità locale di Lekwa confina a nord con quella di Govan Mbeki, a nord e a est con quella di Msukaligwa, a est con quella di Pixley ka Seme, a sud con quella di Phumelela (Thabo Mofutsanyane/Free State), a sudovest con quella di Mafube (Fezile Dabi/Free State) e a ovest con quella di Dipaleseng.

### Città e comuni
- Bettiesdam
- Holmdene
- Lekwa
- Maizefield
- Meyerville
- Morgenzon
- Platrand
- Sakhile
- Sivukile
- Standerton
- Thuthukani
- Tutuka

### Fiumi
- Blesbokspruit
- Boesmanspruit
- Brakspruit
- Grootspruit
- Kaalspruit
- Klip
- Kommandospruit
- Kwaggalaagte
- Langspruit
- Leeuspruit
- Rietspruit
- Skoonspruit
- Vaal
- Venterspruit
- Waterval
- Witbankspruit
- Xspruitv

### Dighe
- Grootdraaidam